# Caupolicana yarrowi
Caupolicana yarrowi är en biart som först beskrevs av Cresson 1875.  Caupolicana yarrowi ingår i släktet Caupolicana och familjen korttungebin. Inga underarter finns listade.